# Central Point (Hochhaus)

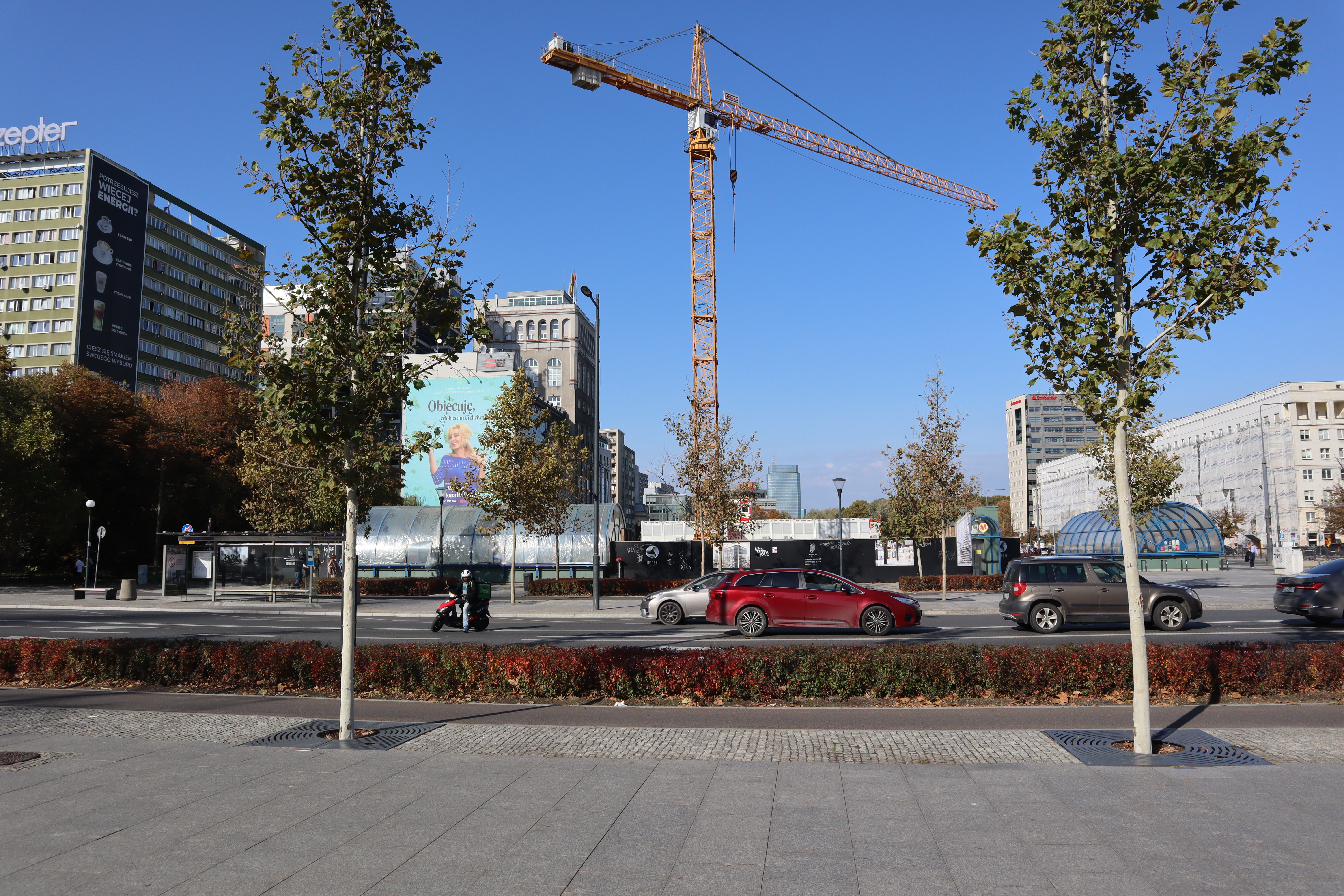
Die Central Point-Baustelle im Herbst 2019

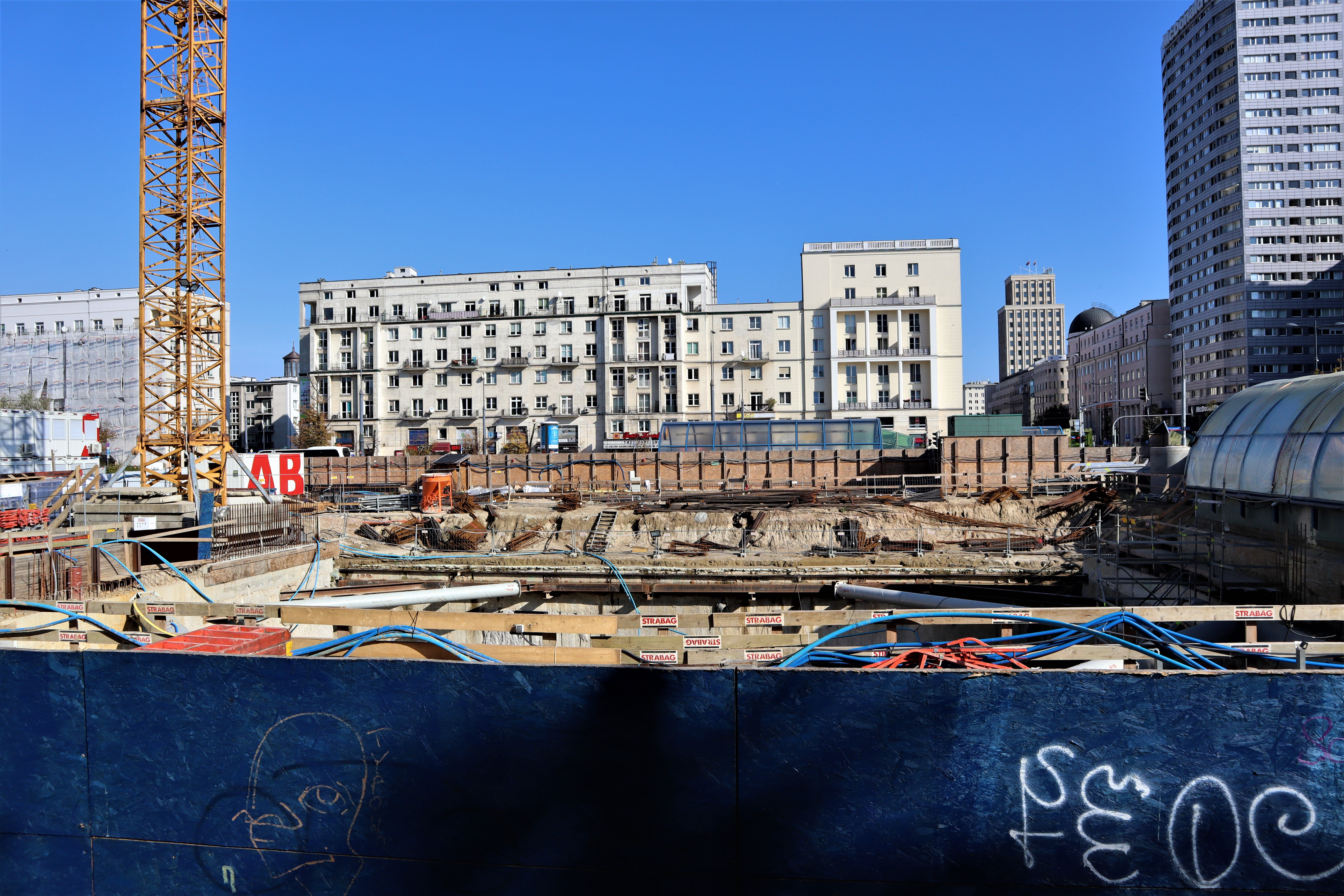
Blick in die Baugrube, Oktober 2019

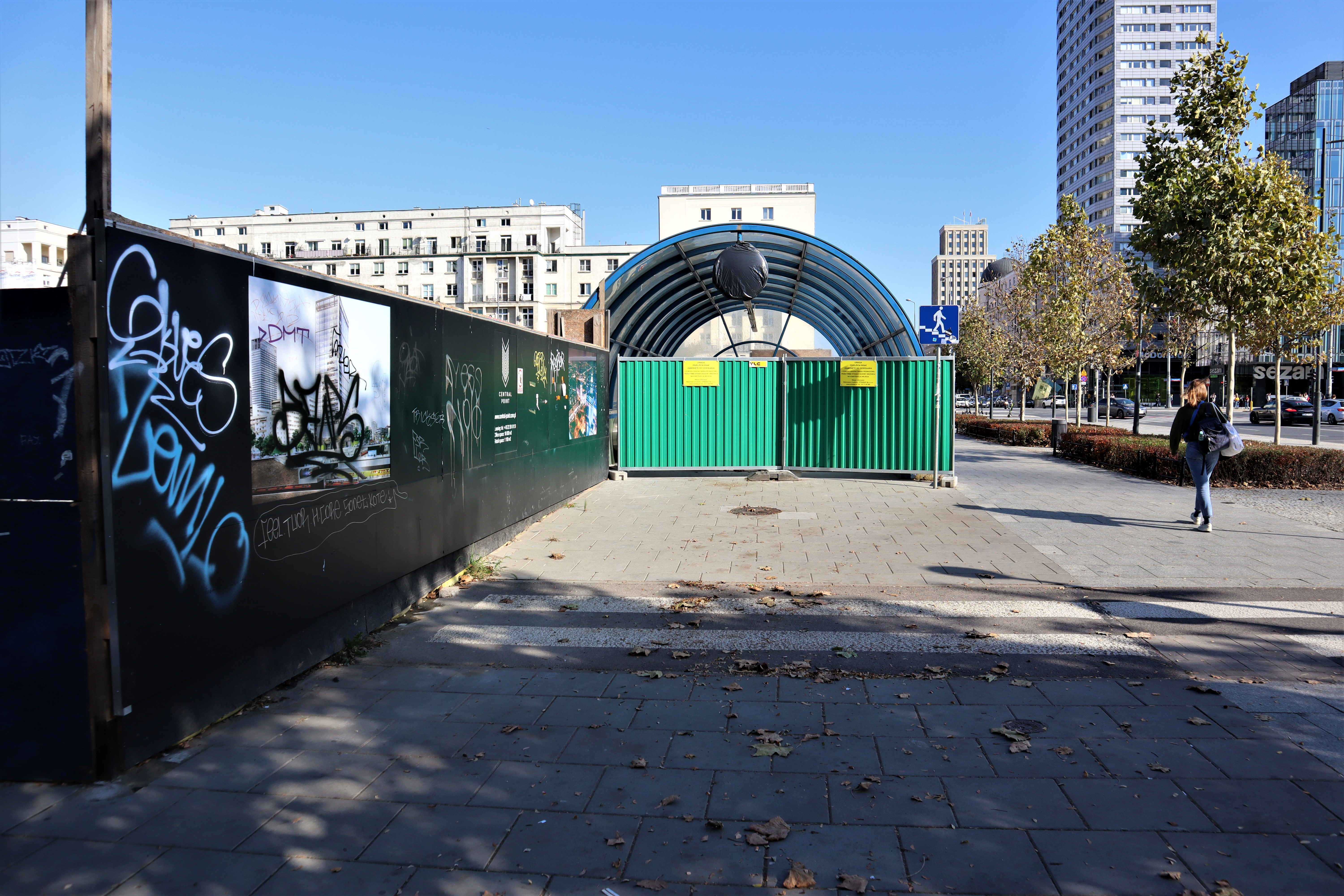
Der wegen Beschädigungen geschlossene Eingang zur Metro-Station

Central Point (vormals auch als CBD One bezeichnet) ist ein Bürogebäude in der Warschauer Innenstadt, das im Jahr 2021 fertiggestellt wurde. Unter dem Gebäude liegt der U-Bahnhof Świętokrzyska, ein Kreuzungsbahnhof der beiden Warschauer U-Bahn-Linien. Die Untergeschosse von Central Point liegen auf dem Dach des U-Bahnhofs. Die Konstruktionsplanung gestaltete sich entsprechend schwierig und langwierig: Die Tiefgründung des Bauwerkfundaments wurde vom April bis August 2018 mit Schlitzwänden und Rechteckpfählen ausgeführt; dabei reichen die Schlitzwände bis zu 39 Meter tief in die Erde. Um der besonderen Lage Rechnung zu tragen, wurden neben mehreren Fachingenieurbüros auch Spezialisten der Technischen Universitäten von Krakau und Warschau in die Planung eingebunden.
Der Baubeginn, der eigentlich für das Jahr 2017 vorgesehen war, verzögerte sich aufgrund einer Überprüfung der Eigentumsrechte an dem Baugrundstück. Im Rahmen der Warschauer Reprivatisierungsaffäre befasste sich die eingesetzte Verifizierungs-Kommission unter Patryk Jaki mit dem Projekt.
Im April 2019 kam es zu Problemen bei der unterirdischen Wandversiegelung, die zu der Schließung eines Einganges zur Metrostation führten. Nach Angaben der Entwicklungsgesellschaft verursachte die zur Bodenverstärkung eingesetzte Betoneinspritzmethode eine geringe Anhebung einer Granitplatte im  Eingangsbereich der Station.
Der Standort der Immobilie liegt an der Kreuzung der Marszałkowska- und Świętokrzyska-Straße. Entwickler des Bürogebäudes ist Immobel Polska, als Architekten wurden die polnischen Architekten Biuro Projektowe Kazimierski i Ryba sowie das Pariser Architekturbüro Arquitectonica verpflichtet. Als ausführendes Bauunternehmen für den Tiefbau wurde Warbud SA bestimmt, den Hochbau erstellt Strabag. Auf 26 Geschossen (davon 4 unterirdischen) ist eine Gesamtfläche von 21.000 Quadratmetern (Nutzfläche: 19.400 Quadratmeter) entstanden. Das nur mittelgroße, dennoch stadtbildprägende Hochhaus hat eine Höhe von 86 Metern und verfügt in den Untergeschossen über 83 Parkplätze. Auf dem vierten und dem siebten Stock befinden sich offene Terrassen.